# Virgularia
Virgularia is een geslacht van zeeveren uit de familie van de Virgulariidae.

## Soorten
- Virgularia agassizi Studer, 1894
- Virgularia abies Kölliker, 1870
- Virgularia alba (Nutting, 1912)
- Virgularia brochi Kükenthal, 1915
- Virgularia bromleyi Kölliker, 1880
- Virgularia densa Tixier-Durivault, 1966
- Virgularia galapagensis Hickson, 1930
- Virgularia glacialis Kölliker, 1870
- Virgularia gracillima Kõlliker, 1880
- Virgularia gustaviana (Herklots, 1863)
- Virgularia halisceptrum Broch, 1910
- Virgularia juncea (Pallas, 1766)
- Virgularia kophameli May, 1899
- Virgularia mirabilis (Müller, 1776)
- Virgularia presbytes Bayer, 1955
- Virgularia reinwardti Herklots, 1858
- Virgularia rumphii Kölliker, 1870
- Virgularia schultzei Kukenthal, 1910
- Virgularia tuberculata Marshall, 1883

Niet geaccepteerde soorten:
- Virgularia gracilis (Koren & Danielssen, 1877) → Virgularia tuberculata Marshall, 1883
- Virgularia loveni Utinomi, 1971 → Virgularia mirabilis (Müller, 1776)